# Твигг, Стивен
Стивен Твигг (англ. Stephen Twigg; род. 25 декабря 1966, Энфилд, Большой Лондон, Великобритания) — британский политик, член палаты общин Великобритании от лейбористской и кооперативной партии с 1997 по 2005 и 2010 по 2019 годы, государственный министр по делам школ с 2004 по 2005 год, государственный секретарь по образованию в теневом кабинете министров с 2011 по 2013 год.

## Ранние годы
Родился в Энфилде, пригороде Лондона, 25 декабря 1966 года. Обучался в начальной школе Гранж-Парка и средней школе Саутгейт-скул. Продолжил образование в Баллиол-колледже Оксфордского университета, где изучал философию, политику и экономику. Во время обучения в колледже совершил каминг-аут.
В 1990 году Твигг стал самым молодым и первым открытым гомосексуалом — президентом Национального союза студентов Великобритании (NUS) и представителем Национальной лейбористской студенческой организации (NOLS) . Он был переизбран на эту должность в 1991 году ещё на год.
На дополнительных выборах 1992 года Твигг был избран в члены городского совета Ислингтона от района Сассекс-Уорд. Во время работы в совете он был главным кнутом и некоторое время занимал пост заместителя председателя. Твигг также работал в британском отделении организации Международная амнистия и Национальном совете волонтёрских организаций. В 1996—1997 годах он был генеральным секретарём Фабианского общества. В 2003 году Твигг на год был избран председателем этого общества.

## Член парламента (1997—2005)
На парламентских выборах 1997 года Твигг был избран в палату общин от округа Энфилд Саутгейт, в котором родился и вырос, набрав в нём большинство в 1433 голоса. Он обошёл своего главного оппонента — члена консервативной партии, министра Майкла Портилло на 17,4%. Его победа в округе, традиционно голосовавшим за кандидатов от консервативной партии, стала одним из самых неожиданных результатов тех выборов. Твигг был вынужден оставить место генерального секретаря Фабианского общества. Он стал одним из первых членов британского парламента, не скрывавших гомосексуальную ориентацию.
На выборах 2001 года Твигг снова победил, улучшив свой предыдущий результат на 5546 голосов и обогнав главного оппонента от консервативной партии, Джона Флэка. После этих выборов он был назначен заместителем председателя палаты общин, Робина Кука. В 2002 году получил назначение на место младшего министра в Департаменте образования и профессиональных навыков, где инициировал программу по реформе среднего школьного образования в Лондоне — «Вызов Лондону». В 2004 году, после отставки Дэвида Бланкетта, был назначен на пост государственного министра по школьным стандартам.
В палате общин Твигг занимал посты председателя двух общепартийных парламентских групп: по эпилепсии и по вопросам молодежи. Он также возглавлял Лейбористское общество друзей Израиля.
На выборах 2005 года Твигг проиграл кандидату от консервативной партии Дэвиду Берроузу с перевесом в 1747 голосов и разницей в 8,7%. Во время своей прощальной речи он сказал, что не будет последним кандидатом от лейбористской партии, избранным в округе Энфилд Саутгейт, и оказался прав. На выборах 2017 года в округе победил кандидат от лейбористской партии Бамбос Хараламбус.

## Жизнь вне парламента (2005—2010)
12 декабря 2005 года Твигг был арестован в центральной части Лондона за то, что находился в сильно нетрезвом состоянии в общественном месте. Его доставили в полицейский участок Мэрилебон. Он заплатил штраф в 50 фунтов стерлингов. Случившееся, Твигг прокомментировал следующим образом: «Я был сильно пьян, и считаю, что [действия полиции] были разумными. У меня нет никаких жалоб. Я несу полную ответственность за свои действия».
Твигг стал председателем «Прогресса», независимой организации членов лейбористской партии, и директором Центра внешней политики — аналитического центра, который разрабатывает долгосрочные многосторонние подходы к глобальным проблемам. Он возглавлял отдел образования и пропаганды кампании Эйджис Траст, деятельность которой направлена на предотвращение геноцида. Он также являлся попечителем Ассоциации работников образования и благотворительной организации «Куколка» по борьбе с бытовым насилием в Ливерпуле.

## Член парламента (2010—2019)
На выборах 2010 года Твигг выступил кандидатом от лейбористской и кооперативной партии в округе Ливерпуль Западный Дерби. Он был избран с большинством в 18 467 голосов, получив 64,1%. В октябре 2010 года Твигг безуспешно участвовал в выборах в теневой кабинет, заняв 36-е место из 49 кандидатов и получив 55 голосов. Впоследствии он был внесён в список кандидатов от лейбористов на место теневого министра иностранных дел.
7 октября 2011 года Твигг был назначен на должность теневого государственного секретаря по образованию. В 2013 году он был переставлен на место теневого министра по конституционной реформе. 19 июня 2015 года его избрали председателем парламентского Комитета по международному развитию.
Твигг поддержал Оуэна Смита на выборах лидера лейбористской партии Великобритании в 2016 году. В июле 2019 года он объявил, что не будет добиваться переизбрания на следующих всеобщих выборах в декабре того же года.